# Maurice Calka
Maurice Calka, né Moïse Tzalka (10 janvier 1921 à Łódź en Pologne - 25 août 1999 à Paris 12e) est un sculpteur, un designer et un urbaniste français.
Premier grand prix de Rome en 1950, ancien professeur chef d’atelier à l’École nationale supérieure des beaux-arts de Paris (ENSBA), prix de l'Académie d'Architecture de France, médaillé de la ville de Lille, il était ancien membre de l’équipe de recherche et de proposition en urbanisme du ministère de la Construction.

## Biographie
Enfance et adolescence à Lille (Nord).
Études primaires et secondaires (dans la classe industrielle de l’EPS) avec pour objectif de devenir ingénieur. Cependant il est très tôt attiré par l'art et entre à 16 ans à l'école des beaux-arts de Lille dans la classe de sculpture où il restera trois ans.
Le directeur de l'école à cette époque, Robert Mallet-Stevens, architecte, le remarque et lui fera sa première commande : un bas-relief monumental pour le pavillon de la Presse à l'exposition du progrès social de Lille en 1939.
À l’automne 1939, il passe avec succès le concours d’entrée aux Beaux-Arts de Paris.
En 1942, après le débarquement des troupes alliées en Afrique du Nord, il décide d’y rejoindre les Forces françaises libres du général de Gaulle. Il franchit clandestinement la frontière espagnole (Évadés de France, camp de Miranda). Il est engagé volontaire de 1942 à 1945.
Démobilisé à Spire (Allemagne), fin 1945. 
Reprend ses études a l’ENSBA en classe de sculpture (professeurs Marcel Gimond et Alfred Janniot). Premier grand prix de Rome en 1950, ce prix lui ouvre les portes de la villa Médicis pendant quatre ans. Ce séjour romain lui permettra d'approfondir ses connaissances en urbanisme et rencontrer d'autres pensionnaires avec lesquels il collaborera plus tard par exemple les architectes Xavier Arsène-Henry et Olivier-Clément Cacoub.
En 1954, Maurice Calka reçoit sa première grosse commande d'art urbain: il réalise un Lion de Juda de 12 m de haut en pierre de taille devant le théâtre national (Henri Chomette, architecte) à Addis-Abeba. Cette sculpture a une silhouette très particulière et la radicalité proposée par l'artiste fut approuvée par l'empereur Haïlé Sélassié Ier lui-même. Calka réalise de surcroît plusieurs sculptures dans l'enceinte du théâtre et une fontaine dans la cour d'honneur.
De retour en France il travaille avec l'urbaniste Robert Auzelle, il concevra pour lui plusieurs œuvres dont, en 1957, une sculpture monumentale pour le cimetière de Clamart (publiée dans National Geographic) et en 1974 pour le cimetière des Joncherolles (publiée dans Concrete Quarterly – juillet-septembre 1977). 
Au total 47 œuvres d'art-public furent réalisées en France : non seulement des sculptures, mais également des bas-reliefs, des fontaines, des traitements polychromes ou des mosaïques. 
En 1980, Calka déclarait : « Je n'ai jamais admis que l'œuvre d'art soit pour l'essentiel l'affaire des galeries et des salons épisodiques et que ne soit pas promu un art public intéressant tout le monde. (…) J'ai consenti des efforts constants, considérables pour inciter les architectes et les urbanistes à la collaboration avec les plasticiens afin que puisse s'implanter un art public assez dense pour enrichir sensiblement le tissu urbain des villes, grandes ou petites, anciennes ou modernes. »
En 2004, l'église Saint-Jean-l'Évangéliste de Dole - bas-reliefs métalliques figurés sur tout le pourtour de l'édifice (71 m - 1964) - (avec Anton Korady, architecte) a reçu le label « Patrimoine du XXe siècle » accordé par le ministère de la Culture et fut classée le 26 mars 2007.
À la fin des années 1960, Calka se passionne également pour le design. De ses travaux et de sa recherche sur la mise en œuvre – particulièrement des matières plastiques – sortiront notamment le bureau Boomerang  et sa version monumentale, le PDG dont un exemplaire s'est récemment négocié à plus de 300 000 euros chez Christie's.
Ces travaux en feront un précurseur des nouveaux matériaux.  
Ces bureaux ont été exposés de nombreuses fois : Les Années pop- Centre Georges-Pompidou, Tommorow-Now - Musée d'Art moderne Grand-Duc Jean, Luxembourg, etc.
Il dessine également une version décapotable de la Renault 5. Il a l'idée d'associer son ami Jean Bousquet, créateur de Cacharel, pour les tissus des sièges et de la capote. Trop en avance sur leurs temps, ces concepts – la déclinaison décapotable d'un véhicule populaire et la série limitée signée par un couturier célèbre seront refusés par la régie – malgré la présentation du modèle et un excellent accueil du public lors du Salon de l'Auto 1976.
Calka a collaboré également à de nombreux projets architecturaux, notamment :
- un chalet expérimental en bois et fibre de verre avec Gérard Grandval architecte et Rousseau ingénieur -  (La Plagne 1970) ;
- l'hôtel de région de Saint-Denis de la Réunion avec Marc Van Nuwenborg (groupeIV) Architecte ;
- le cimetière paysager de la ville du Port (La Réunion) ;
- des bâtiments éducatifs aux États-Unis avec Barry Svigals (en), architecte.

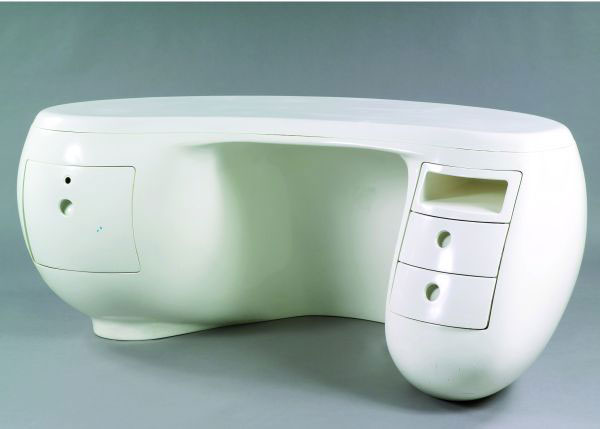
Bureau Boomerang (1969).

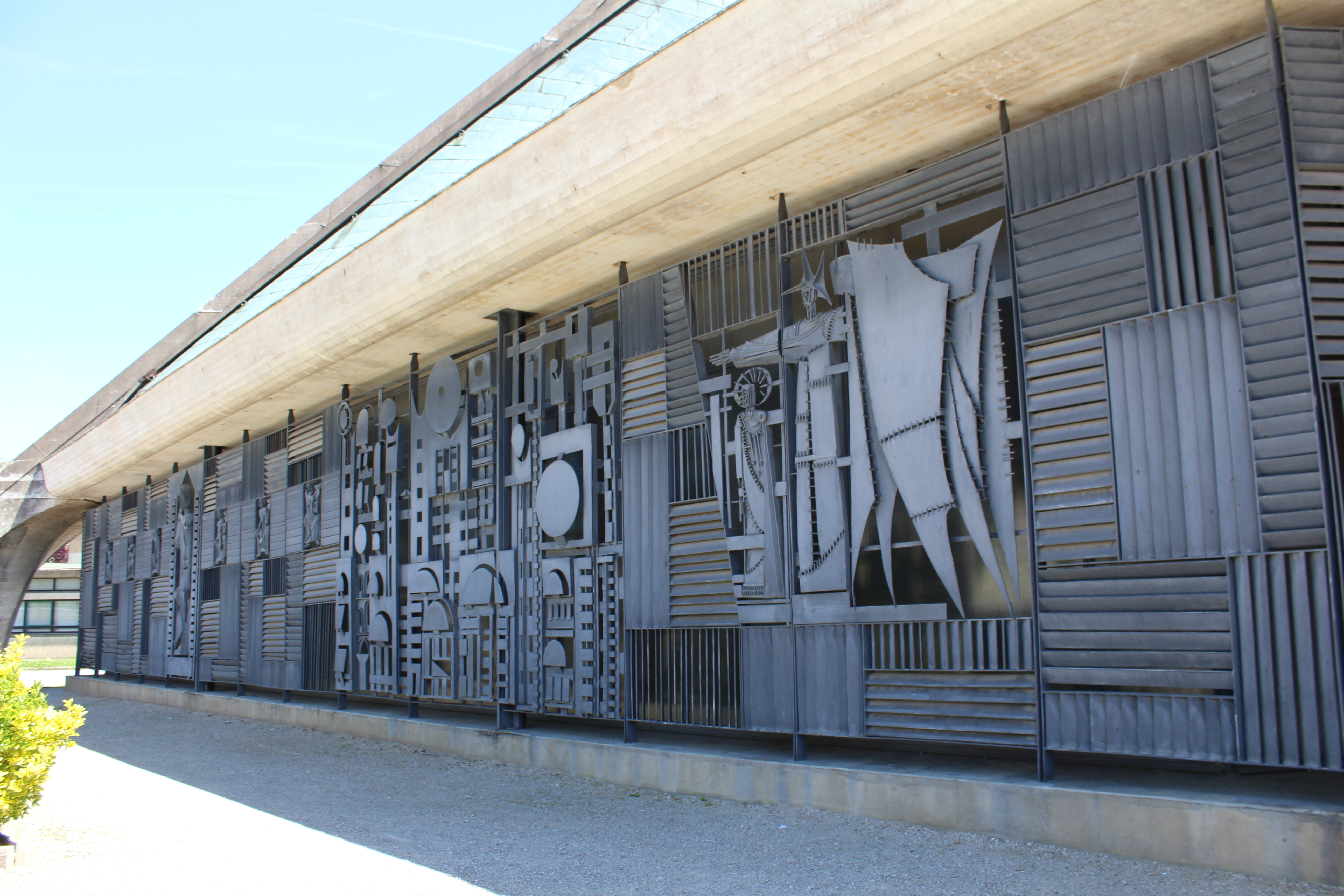
Grilles de l'église Saint-Jean-l'Évangéliste de Dole (1964).

Thémis (1956), sur le côté de l'ancien Palais de justice de Neufchâtel-en-Bray.

En 2003, une partie du fonds Calka est entrée dans les collections du musée national d'Art moderne - Centre Georges-Pompidou.

## Collaborateurs
- Serge Fabre - Sculpteur
- Katherine Lavocat - Sculpteur, peintre.

## Réalisations
- Art public en France
  - 1956, Thémis, sculpture monumentale - palais de justice - Neufchâtel-en-Bray
  - 1957-58, signal monumental - cimetière de Clamart
  - 1958, sculpture de parvis - église de Bayonville
  - 1958, mosaïque géante - Bagneux
  - 1959, mémorial de la France combattante (les fusillés) - mont Valérien - Suresnes
  - 1959, Fresques - église de Stonne en Ardennes
  - 1959, Bas-relief - Place Mozart - Reims
  - 1960, Sculpture- Terrasse Martini - Paris
  - 1960, Sculpture du conseil d’administration - Siège de la Presse parisienne - Paris
  - 1960, Sculptures et fresques - Siège social de Signal Europe - Paris
  - 1963, Sculpture  - ambassade de Tunisie à Paris
  - 1963,  Fontaine - Bagneux
  - 1964, Grille monumentale sculptée - église Saint-Jean l'Évangéliste - Dole
  - 1965, Bas-relief du centre commercial - Reims
  - 1966, Fresque Hilton - Orly
  - 1970, Sculpture monumentale - Enghien
  - 1971, Grand ensemble sculptural - hall d’honneur - Banque C.G.C.H. - Paris
  - 1971, Mosaïque monumentale - Ordene - Poissonniers - S.C.I.C.C.- Paris
  - 1971, Sculpture - Centre commercial de Vélizy
  - 1972, Sculpture en inox - CES - Fort-de-France
  - 1972, Sculpture inox - Collège - Sélestat
  - 1973, Sculpture monumentale - CES-Béziers
  - 1974, Sculpture monumentale - collège Guez de Balzac à Angoulême (1974)
  - 1974, Polychromie - Grand Ensemble de Noisiel
  - 1974, 3 sculptures monumentales - Cimetière des Joncherolles - Villetaneuse
  - 1976, Polychromie - maison des jeunes - Noisiel
  - 1976, Sculpture monumentale et polychromie - U.I.T. Centre d'orientation - Poitiers
  - 1976, Polychromie - UER de droit et des sciences - Orléans
  - 1976, Mosaïque de sol - École du Trésor - Noisiel
  - 1976, Composition murale -Piscine - rue Dunois - Paris
  - 1978, 3 sculptures monumentales - Tout Totem - Paris
  - 1978, Façade, fresque - Siège social de la Caisse des dépôts - Arcueil
  - 1979, Sculpture - jeu - Caserne de la Timonie - Marseille
  - 1979, Sculpture monumentale - Saint-Étienne-du-Mont
  - 1979, Sculpture polychrome - Argentan
  - 1980, Fontaine -C.E.S. - Tampon (1980)
  - 1980, Sculpture polychrome - Collège  600 - Versailles
  - 1980, Amphithéâtre du conseil général - Orléans
  - 1981, Fresque murale polychromie - Vanves
  - 1981, Sculpture en inox - Collège 686 - Caen
  - 1981, Cadran solaire - SCIC - Le Drap
  - 1981, Sculpture en bronze - Siège social de la Caisse des dépôts -Arcueil
  - 1983, Sculpture et grille - Lycée Lavoisier - Mayenne
  - 1985, Place de ville et fontaine - Vélizy
  - 1987, Bas-relief - DUT - Agen
  - 1988 & 1993, Sculpture inox et mur sculpté - LEP - Six-Fours
  - 1989, Sculpture monumentale - L.E.P. - St-Joseph
  - 1993, Garde corps - Préfecture - Montpellier
  - 1994, 2 cariatides - SNCI - Paris
  - 1996, Cariatides en béton - SHLMR - Le Port

- Art public à l'étranger
  - 1954, Monument funéraire du gouverneur Ulmer - Ravensburg - Allemagne
  - 1955, Sculpture monumentale - Lion de Juda - Addis-Abeba - Éthiopie
  - 1955, Sculpture - Abidjan- Côte d’Ivoire
  - 1969, Composition monumentale en céramique - Building Aquitaine - Calgary - Canada
  - 1973, Hall public - Banque commerciale de Curepipe- Maurice
  - 1974, Hall public - First National City Bank - Port-Louis - Maurice
  - 1976, Façade polychrome - Curepipe - Maurice
  - 1978, Aménagement polychrome - Palais présidentiel - Yaoundé - Cameroun

- Architecture et urbanisme
  - 1968, Cité scolaire - Saint-Louis de la Réunion
  - 1968,  Maison des jeunes - Franconville - avec Granval (architecte), Rousseau (ingénieur)
  - 1970, Chalet expérimental en bois et fibre de verre - La Plagne avec Granval (architecte), Rousseau (ingénieur)
  - 1976, Place - World Trade Center - Kinshasa R.D.C.
  - 1976, Place des gradins à Torcy - Marne-la-Vallée
  - 1977, Place de l’horloge à Avignon - Quartier de la Balance
  - 1977, Petit amphithéâtre - Sarlat (1977)
  - 1980, Port la gavine - Hyère  avec Sokol (architecte)
  - 1980, Aménagement rue piétonne - Montélimar
  - 1982-1983, Aménagement de quartier - Saint-André - La Réunion  avec groupe IV (architectes)
  - 1990, Hôtel de région - Saint-Denis-de-la-Réunion  avec groupe IV (architectes)
  - 1992, Cimetière paysager - Villi du Port -  La Réunion
  - 1993 & 1999, places des mosaïques - Quartier de l’Arena - Nice

- Architecture d'intérieur
  - 1970, Banque de La Réunion - Saint-Denis - La Réunion
  - 1971-72, Laboratoires Clin_Midy - Montpellier
  - 1972, Siège Fichet-Bauche - Vélizy
  - 1992, Mairie - Remire Montjoly - Guyane